# 小行星2983
小行星2983（2983 Poltava）是一颗围绕太阳公转的小行星。1981年9月2日，尼古拉·切爾尼赫在克里米亚发现了此天体。
該小行星以烏克蘭的城市波爾塔瓦命名。
这颗小行星的绝对星等为87.40995735420576等。